# سیارک ۲۹۳۲۹
سیارک ۲۹۳۲۹ (به انگلیسی: 29329 Knobelsdorff، نامگذاری:1994TN16) بیست و نه هزار و سیصد و بیست و نهمین سیارک کشف شده‌است که در ۵ اکتبر ۱۹۹۴ کشف شد.